# Cutremurul din Marea Egee (2020)
Cutremurul din Marea Egee din 2020 a fost un cutremur cu magnitudinea de 7,0 Mw, care a avut loc vineri, 30 octombrie 2020, la aproximativ 14 km nord-est de insula Samos, Grecia. Multe clădiri au fost avariate ori s-au prăbușit ca urmare a cutremurului, Biserica Fecioarei Maria din Karlovasi, Grecia, prăbușindu-se parțial, în timp ce în orașul turc İzmir, care a fost puternic afectat de cutremur, zeci de clădiri au fost fie avariate, fie s-au prăbușit complet. Serviciile de urgență din ambele țări au ajuns imediat la fața locului, eforturile de salvare continuând până noaptea. În Grecia, 2 persoane au murit, alte 8 persoane suferind răni ușoare. În Turcia, 24 de persoane au murit și alte 804 au fost rănite.

## Cutremur
Cutremurul a avut loc ca urmare a unei defecțiuni normale la o adâncime superficială a crustei din placa tectonică Eurasia din estul Mării Egee, la aproximativ 250 km nord de cea mai apropiată limită a plăcii principale, unde placa Africa se deplasează spre nord cu o rată de aproximativ 10 mm/an în raport cu Eurasia. Prin urmare, acest cutremur este considerat un eveniment intraplacă datorită locației sale. În urma cutremurului, în Turcia au avut loc 114 replici.

### Tsunami
Mai multe postări de pe rețelele sociale au arătat că apa a ajuns pe străzi și în porturile din regiune după cutremur, împreună cu avertismente de tsunami emise pentru insulele Ikaria, Kos, Chios și Samos. Seferihisar se numără printre locurile lovite de tsunami, care a provocat 1 deces.

## Daune
Inițial, ministrul turc de interne Süleyman Soylu a declarat că cel puțin șase clădiri au fost distruse în İzmir, dar primarul orașului Tunç Soyer a anunțat că numărul clădirilor distruse este mai aproape de 20. Autoritățile grecești din Samos au declarat că, deși clădirile au fost avariate pe toată insula, cel mai puternic lovit a fost Karlovasi, unde o biserică s-a prăbușit parțial. Este pentru prima dată de la cutremurul din Marea Egee din 2017 când există decese legate de cutremure în Grecia. Multe clădiri s-au prăbușit în districtele Bayraklı și Bornova din İzmir.

## Victime
La 30 octombrie, 2 persoane au murit și alte 19 rănite în Grecia, în timp ce în Turcia au murit 25 de persoane și alte 804 au fost rănite.

## Reacții internaționale
Azerbaidjan, Franța, și Israel și-au oferit sprijinul pentru țările afectate. Au urmat NATO și Uniunea Europeană.
Președintele turc Recep Tayyip Erdoğan și premierul grec Kyriakos Mitsotakis au făcut schimb de declarații în urma cutremurului și și-au declarat disponibilitatea de a se ajuta reciproc.